# Sebastian De Maio
Sebastian De Maio (Saint-Denis, 5 maart 1987) is een Frans voetballer die doorgaans als centrale verdediger speelt. Hij verruilde Bologna in juli 2019 voor Udinese, dat hem in het voorgaande halfjaar al huurde.

## Clubcarrière
De Maio speelde in de jeugd voor CS Louhans-Cuiseaux en AS Nancy. In 2006 werd hij vastgelegd door het Italiaanse Brescia. Die club leende hem om wedstrijdervaring op te doen aan Celano en aan Frosinone. In 2013 maakte De Maio transfervrij de overstap naar Genoa, waar hij zijn handtekening zette onder een vierjarige verbintenis. Op 15 september 2013 debuteerde de centrumverdediger voor zijn nieuwe club in de Derby della Lanterna tegen Sampdoria. Op 26 januari 2014 maakte hij zijn eerste doelpunt voor Genoa, uit tegen Fiorentina.